# ويلي بوست
ويلي بوست (بالإنجليزية: Wiley Post)‏ هو طيار أمريكي، ولد في 22 نوفمبر 1898 في مقاطعة فان زانت في الولايات المتحدة، وتوفي في 15 أغسطس 1935 في نقطة بارو في الولايات المتحدة بسبب حوادث الطيران.

## وصلات خارجية
- ويلي بوست على موقع الموسوعة البريطانية (الإنجليزية)
- ويلي بوست على موقع إن إن دي بي (الإنجليزية)